# Національний інститут серцево-судинної хірургії імені Миколи Амосова НАМН України
Національний інститут серцево-судинної хірургії імені М. М. Амосова НАМН України (НІССХ) — високоспеціалізований науково-практичний заклад з надання медичної допомоги населенню з вадами серця, що розташований у Києві за адресою: вулиця Миколи Амосова, 6.

## Історичний нарис
Історія інституту починається з 1955 року, коли на базі 24-ї міської лікарні м. Києва Микола Амосов відкрив першу в УРСР спеціалізовану клініку серцевої хірургії, яка довгий час належала до Київського науково-дослідного інституту туберкульозу і грудної хірургії імені академіка Ф. Г. Яновського. У 1983 році клініка серцевої хірургії реорганізована в Київський науково-дослідний інститут серцево-судинної хірургії. З 1993 року інститут підпорядкований Національній академії медичних наук України.
У 2006 році інституту серцево-судинної хірургії імені Миколи Амосова НАМН України указом Президента України надано статус національного. У 2012 році інститут вперше за 30 років принципово оновив парк медичного обладнання та провів реконструкцію операційних. Операційні та реанімаційне відділення (зокрема для немовлят) в інституті відповідають сучасним стандартам.
Триває будівництво нового лікувально-реабілітаційного корпусу. Після його відкриття в інституті можна буде робити 9 тисяч операцій на рік (більше половини всіх операцій на серці, які проводять в Україні), рятувати на 3,5 тисячі більше пацієнтів.

## Напрямки роботи
В Інституті Амосова ефективно лікують ендокардити та порушення ритму серця. Тут проводять протезування серцевих клапанів, здійснюють весь спектр хірургічних операцій при вадах серця у дітей та дорослих.

## Науковці
- Бендет Яків Абрамович — завідувач відділення реабілітації (1975—1995).
- Дикуха Сергій Омелянович — науковий співробітник (з 1969).
- Довгань Олександр Михайлович — науковий співробітник (1980—2008).
- Ємець Ілля Миколайович — завідувач відділення кардіохірургії немовлят (1996—2003).
- Захарова Валентина Петрівна — завідувачка лабораторії патологічної морфології (відділу патології з патологічною анатомією; з 1986).
- Зіньковський Михайло Францович — завідувач торакального відділення (хірургічного лікування вроджених вад серця; 1969—2017)
- Лоскутов Олег Анатолійович — науковий співробітник відділення хірургічного лікування вроджених вад серця у дітей раннього віку (1992—2007).
- Максименко Віталій Борисович — завідувач лабораторії штучного кровообігу (1983—1993), заступник директора з наукової роботи (з 1993).
- Мінцер Озар Петрович — завідувач лабораторії медичної кібернетики (1976—1985).
- Настенко Євген Арнольдович — завідувач відділу інформатики та перспективного планування (1992—2005), завідувач відділу інформаційних технологій та математичного моделювання фізіологічних процесів (з 2005).
- Попов Володимир Владиславович — завідувач відділу хірургічного лікування набутих вад серця (з 2005).
- Руденко Анатолій Вікторович — завідувач відділення хірургії ішемічної хвороби серця (1997—2016), заступник директора з наукової роботи (з 2016).
- Руденко Костянтин Володимирович — завідувач відділення хірургічного лікування патології міокарда, трансплантації та механічної підтримки серця і легень.
- Сіромаха Сергій Олегович — головний лікар (з 2004), заступник директора з клінічних та організаційних питань.
- Труба Ярослав Петрович — завідувач відділу хірургічного лікування вроджених вад серця у новонароджених та дітей молодшого віку.
- Урсуленко Василь Іванович — завідувач відділення хірургічних методів лікування коронарної недостатності (1983—2000).
- Шекета Мирослав Михайлович — завідувач відділення хірургії, головний лікар.

### Директори
- 1983—1988 — академік Амосов Микола Михайлович
- 1988—2015 — академік Книшов Геннадій Васильович
- з 2015 — академік Лазоришинець Василь Васильович